# Ferdinand Seinecke
Ferdinand Seinecke (* 1814; † 1873 oder früher) war ein deutscher Pädagoge, Sachbuch-Autor sowie Gründer und Direktor einer privaten Höheren Töchterschule in Hannover.

## Leben
Ähnlich wie seinerzeit auch andere – männliche – Pädagogen eröffnete auch der mit einem Doktortitel ausgezeichnete Ferdinand Seinecke Mitte Oktober 1844 in der Osterstraße in Hannover eine privat betriebene Mädchenschule. Nach anfänglich 18 Schülerinnen betrug die Zahl der Eleven im Schuljahr von 1851 auf 1852 bereits 111 in fünf Klassen.
Zu den verschiedenen Schriften Seineckes zählen neben Schulberichten auch Aphorismen, sowie Schul- und Sachbücher.
Seineckes Lehrbuch der Geschichte der deutschen National-Literatur wurde nach seinem Tod von Hermann Dieckmann, dem ersten Direktor der Höheren Stadttöchterschule I in Hannover, im Jahr 1873 im Verlag Schmorl & von Seefeld erneut herausgegeben.

## Schriften (Auswahl)
- Die höhere Bildung des weiblichen Geschlechts, Erstes Heft, gewidmet Stadtdirektor Evers, Hannover: Helwingsche Hofbuchhandlung, 1846; Digitalisat
- Deutsches Lesebuch für die oberen Klassen der höheren Töchterschulen, hrsg. von Ferdinand Seinecke, dritte verbesserte Auflage der ursprünglich 1849 in Hannover herausgegebenen Erstauflage, Dresden: Louis Ehlermann, 1861; Digitalisat
- Monod Adolphe, Ferdinand Seinecke: Das Weib. Zwei Kanzelvorträge, Hannover: C. Meyer, 1858
- Evangelischer Liedersegen von Gellert bis zur neusten Zeit, hrsg. und 1861 mit einem Vorwort von Ferdinand Seinecke in Göttingen versehen, Dresden: Louis Ehlermann, 1861; Digitalisat
- Lehrbuch der Geschichte der deutschen Nationalliteratur, Hannover: Schmorl & von Seefeld (Druck von August Grimpe, Hannover), 1866; Digitalisat
- Das Leben des Weibes in Spruch und Lied unserer Dichter, hrsg. von Ferdinand Seinecke, Hannover: Schmorl & v. Seefeld, 1866
- Lectures francaises – Französisches Lesebuch für die unteren Klassen, 26. Auflage, Dresden: Louis Ehlermann, 1897
- Dichterklänge für die heranwachsende Jugend, 2. Auflage, neu hrsg. von Otto Schönermark, Dresden: Louis Ehlermann, 1878

## Archivalien
Archivalien von und über Seinecke finden sich beispielsweise
- als handschriftlicher Brief mit zwei Seiten von Ferdinand Seinecke aus Hannover vom 24. September 1851 an Friedrich Fröbel; Bibliothek für Bildungsgeschichtliche Forschung in Berlin, Signatur: Fröbel 652[1]
- in der Stadtbibliothek Hannover:
  - Zweiter Bericht über die höhere Töchterschule des Dr. Ferdinand Seinecke, Hannover 1849;
  - Dritter Bericht über die höhere ...[2]